# Ростиашвили, Георгий Павлович
Георгий Павлович Ростиашвили (9 мая 1921 — 12 июля 1994) — советский самбист и борец вольного стиля, чемпион и призёр чемпионатов СССР по самбо, призёр чемпионата СССР по вольной борьбе, Мастер спорта СССР (1948), Заслуженный тренер СССР (1965).

## Биография
Увлёкся борьбой в 1942 году. Участник семи чемпионатов СССР по вольной борьбе. В 1952 году начал тренерскую деятельность. Подготовил более 50 мастеров спорта СССР. Судья всесоюзной категории (1967). Заслуженный деятель культуры Грузинской ССР (1971).

## Спортивные результаты
- Чемпионат СССР по вольной борьбе 1951 года — ;
- Чемпионат СССР по самбо 1947 года — ;
- Чемпионат СССР по самбо 1948 года — ;
- Чемпионат СССР по самбо 1950 года — ;
- Чемпионат СССР по самбо 1951 года — ;
- Чемпионат СССР по самбо 1952 года — ;

## Известные воспитанники
- Абашидзе, Ростом Омарович — трёхкратный чемпион СССР, трёхкратный чемпион мира, победитель многих международных турниров, Заслуженный мастер спорта СССР;
- Бериашвили, Зарбег Иванович — чемпион СССР, Европы и мира, Заслуженный мастер спорта СССР;
- Кварелашвили, Гиви Георгиевич — чемпион и призёр чемпионатов СССР, мастер спорта СССР международного класса;
- Модебадзе, Нодар Арчилович — призёр чемпионатов СССР, чемпион Европы, обладатель Кубка мира, мастер спорта СССР международного класса;
- Марсагишвили, Роман Иванович — призёр чемпионатов СССР и Европы, мастер спорта СССР международного класса.